# Google Buzz
Google Buzz era uno strumento di social network e microblogging creato da Google e implementato nel servizio di posta elettronica via web Gmail. Presentato al pubblico il 9 febbraio 2010 con una conferenza stampa nella sede di Mountain View, è stato dismesso nemmeno due anni dopo, a ottobre 2011, per far spazio al nuovo progetto Google Plus.
Google Buzz integrava nelle conversazioni che avvengono su Gmail la possibilità di inserire foto, video e link, permettendo agli utenti di scegliere tra due diversi livelli di privacy. Sin dal momento del lancio, il servizio permetteva l'integrazione con Picasa, Flickr, Google Reader, YouTube, Blogger e Twitter. Secondo gli analisti la creazione di Google Buzz fu un tentativo non riuscito di competere con il social network Facebook.
Sergey Brin, uno dei fondatori di Google, dichiarò che Google Buzz avrebbe aiutato a colmare il gap tra lavoro e tempo libero.